# フィマフェング
フィマフェング（Fimafengr）は、北欧神話に登場する召使いの名前である。

## 概要
エルディルは『古エッダ』の『ロキの口論』に登場する。
エーギルが酒宴をもよおしたので、神々と妖精がおおぜい出席した。神々は召使いのフィマフェングやエルディルたちの素晴らしい働きぶりを褒めた。この様子が面白くなかったため、ロキはフィマフェングを切り殺した。神々は怒ってロキを追い出してしまった。